# Ostatni władca wiatru
Ostatni władca wiatru (ang. The Last Airbender) – amerykański film zrealizowany na podstawie pierwszego sezonu serialu animowanego Awatar: Legenda Aanga. Zdobywca Złotej Maliny za najgorszy film i reżyserię w 2010 roku. Film zaplanowany początkowo jako trylogia, po pierwszej części nie doczekał się kontynuacji.

## Fabuła
Przez blisko 100 lat naród ognia prowadził krwawą batalię, by zniewolić narody wiatru, wody i ziemi i zapanować nad światem. Pokonani mają jedną alternatywę – albo poddać się albo ulec unicestwieniu. Mimo to mieszkańcy „wietrznych” osad próbują stawić czoła zastępom ognia, licząc na pomoc nielicznych wybrańców, którzy są w stanie zapanować nad żywiołem i kierować nim wedle własnej woli.
Pewnego dnia młoda Katara, przedstawicielka nacji Wody, podczas ćwiczeń sztuk walki z bratem Sokką, znajduje młodego chłopca. Odkrywa, że umiejętności Aanga w panowaniu nad żywiołem wiatru są tak imponujące, że dochodzi z Sokką do wniosku, iż mają do czynienia nie z kim innym, ale z ostatnim władcą wiatru. Aang może być wymienianym w przepowiedniach wybrańcem, który jest w stanie odeprzeć atak narodu ognia i przywrócić równowagę w targanym wojną świecie.

## Obsada
- Noah Ringer – Aang
- Nicola Peltz – Katara
- Jackson Rathbone – Sokka
- Dev Patel – książę Zuko
- Aasif Mandvi – Komandor Zhao
- Shaun Toub – stryj Iroh
- Cliff Curtis – władca ognia Ozai
- Jessica Andres – Suki
- Katharine Houghton – Kanna
- Isaac Jin Solstein – Haru
- Seychelle Gabriel – księżniczka Yue

### Wersja polska
- Wit Apostolakis-Gluziński – Aang
- Justyna Bojczuk – Katara
- Marcin Hycnar – Sokka
- Leszek Zduń – książę Zuko
- Joanna Jabłczyńska – Yue
- Aleksander Wysocki – stryj Iroh
- Jacek Rozenek – władca ognia Ozai
- Tomasz Steciuk – komandor Zhao
- Wojciech Paszkowski – Pakku
- Elżbieta Gaertner – babcia
- Andrzej Gawroński – starzec w świątyni
- Miłogost Reczek – smok
- Monika Pikuła – Azula
- Stanisław Brudny – stary człowiek